# حفل زفاف (فلم)
حفل زفاف فيلم مصري عرض عام 2009 من إخراج وتأليف أحمد يسري 

## قصة الفيلم
تدور قصة الفيلم حول شاب (إيوان) يقيم حفلة عزوبيته قبل عقد قرانه بالمرأة التي يحب (هيدي)، حيث تدور الأحداث أثناء الحفلة التي تغيّر حياة الشاب وتقلبها رأسا على عقب

## الممثلون
- محمد رياض
- إيوان
- فيدرا
- هيدي كرم
- إياد نصار
- مصطفى هريدي
- عبد الله مشرف
- أحمد التهامي

## وصلات خارجية
- مقالات تستعمل روابط فنية بلا صلة مع ويكي بيانات

1. ↑  قاعدة بيانات الأفلام العربية تاريخ الولوج 8 ديسمبر 2009 نسخة محفوظة 05 أبريل 2016 على موقع واي باك مشين.